# Bitwa o Tobruk (1911)
Bitwa o Tobruk – starcie zbrojne, które miało miejsce pomiędzy 22 grudnia 1911 a 9 stycznia 1912 roku w trakcie wojny włosko-tureckiej, prowadzonej w Afryce Północnej przez Królestwo Włoch przeciw Imperium Osmańskiemu. 
Atak eskadry włoskiej dowodzonej przez admirała Augusto Aubry miał miejsce dnia 4 października 1911 r. Włoskie okręty wpłynęły do portu w Tobruku, ostrzeliwując turecki fort oraz wysadzając desant. Po krótkiej walce dwa bataliony żołnierzy opanowały miasto. Następnego dnia doszło do kontrataku wojsk tureckich, którym udało się odzyskać miasto z wyjątkiem portu. W tej sytuacji Włosi wysadzili kolejny desant, z pomocą którego broniącym się oddziałom udało się w końcu wyprzeć Turków z miasta.